# Go-Tsuchimikado
Go-Tsuchimikado (後土御門天皇, Go-tsuchimikado-tennō; 3 luglio 1442 – 21 ottobre 1500) è stato il 103º imperatore del Giappone secondo il tradizionale ordine di successione.

## Biografia
Regnò dal 21 agosto 1464 sino al 21 ottobre 1500, durante il periodo Meiō. Il suo nome personale era Fusahito-shinnō  (成仁親王?, Fusahito-shinnō ).
Era il figlio dell'imperatore Go-Hanazono a cui successe al trono, sua madre era Ōinomikado (Fujiwara) Nobuko (大炊御門（藤原）信子), figlia di Fujiwara Takanaga (藤原高長). Fra le sue compagne Niwata (Minamoto) Asako (庭田（源）朝子) da cui ebbe Katsuhito (勝仁親王) (che poi diventerà l'imperatore Go-Kashiwabara), sarà lui a succedergli al trono.
Alla sua morte il corpo venne seppellito nel Fukakusa no kita no Misasagi.